# Limingantulli
Limingantulli (en français : Limingantullen kaupunginosa) est un  quartier du district de Nuottasaari de la ville d'Oulu en Finlande.

## Description
Limingantulli est une zone industrielle et commerciale située dans la ville d'Oulu, à environ 1,5 kilomètres au sud de Pokkinen. 
Limingantulli comptait environ 4 700 emplois en 2016. 
À l'avenir, la zone sera développée pour la construction de logements et de bureaux.
Le quartier résidentiel Etelätulli est en cours d'achèvement dans la partie nord de Limingantulli.
Le quartier compte 1 422 habitants (31.12.2018).
Limingantulli abrite entre autres le hypermarché Prisma, le grand magasin Kärkkäinen et plusieurs succursales industrielles. 
Le dépôt de marchandises de la gare d'Oulu est situé dans la zone située entre Limingantulli et Nokela, le long de la ligne ferroviaire d'Ostrobotnie. 
Le centre sportif d'Heinäpää (fi) est situé à la frontière entre Limingantulli et Nuottasaari à Heinäpää. 
Dans le passé, Limingantulli abritait également le centre postal d'Oulu et le Club Teatria. 
L'usine de Kotivara, particulièrement connue comme fabricant de saucisses kärkkäri, est située à Limingantulli.

## Galerie

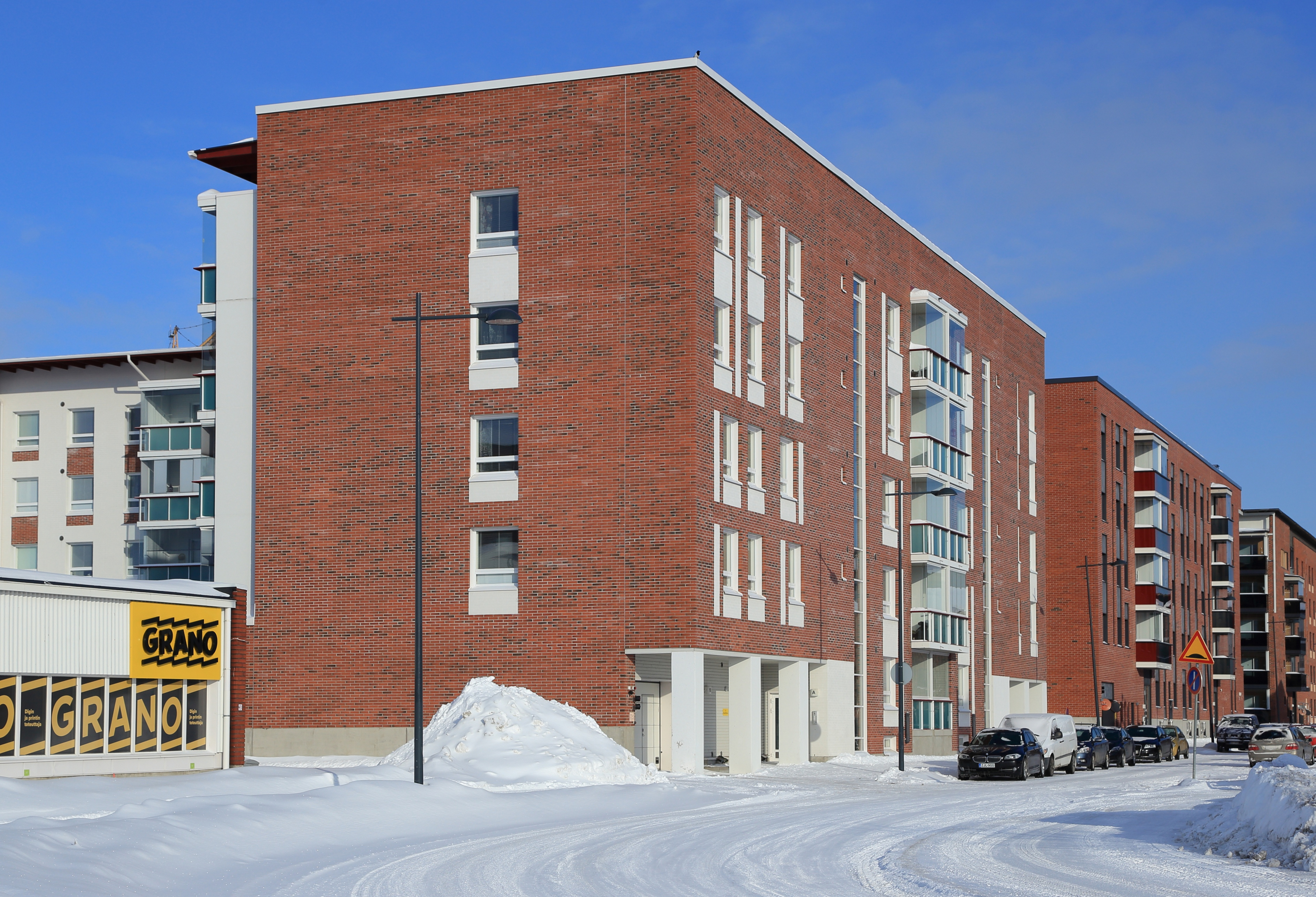
Ilmarinkatu 10.
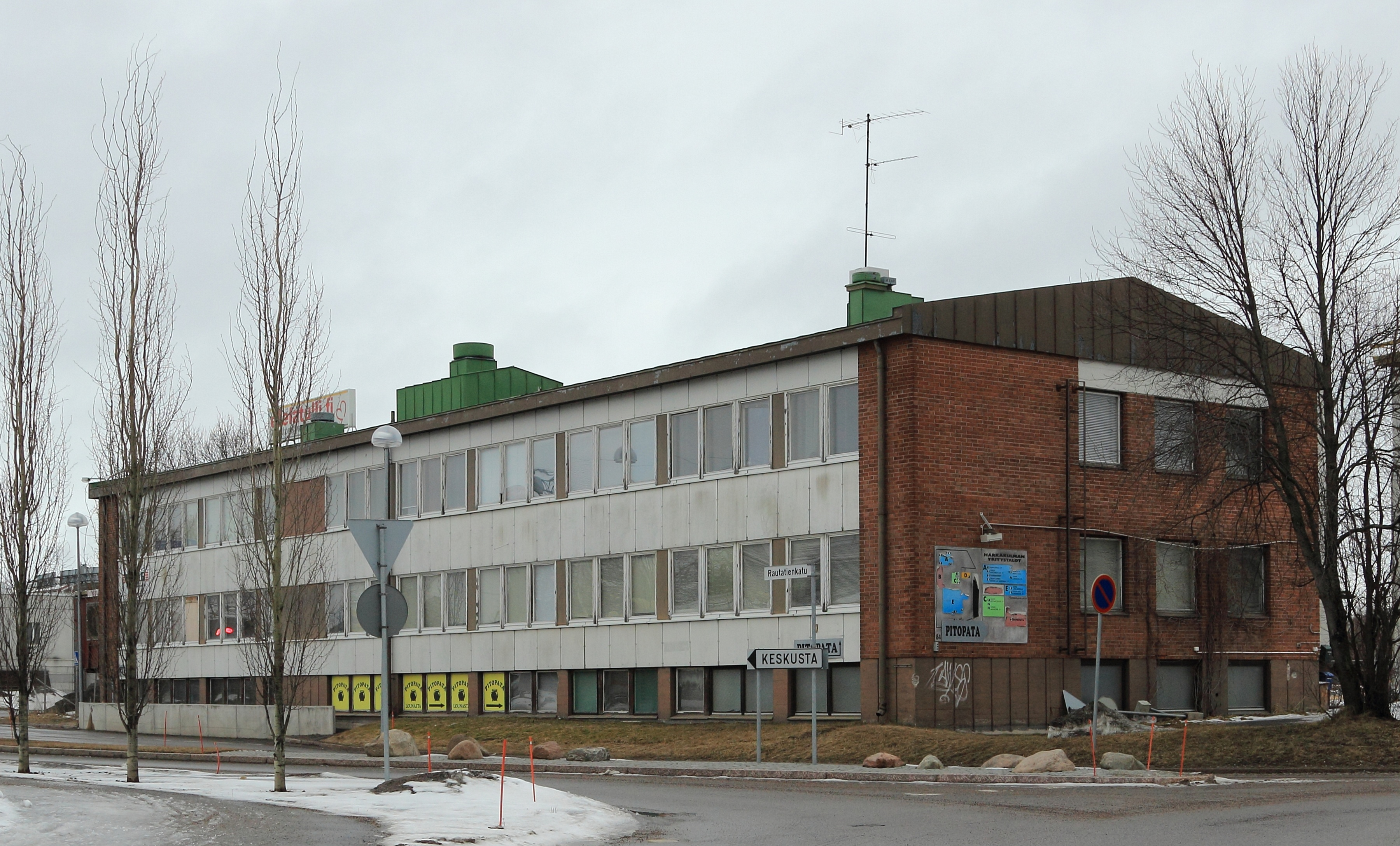
Rautatienkatu 84.
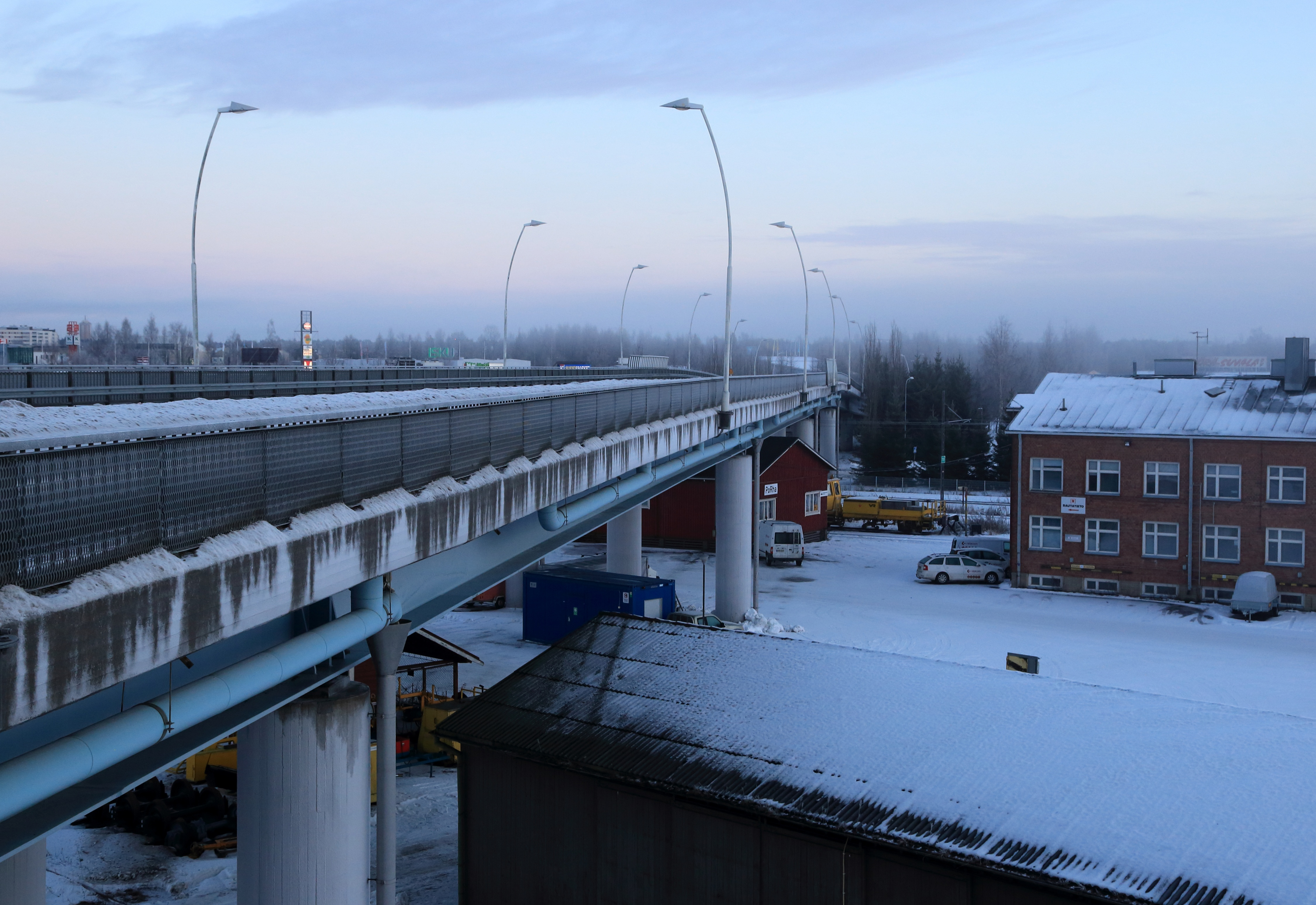
Le pont Joutsensilta.
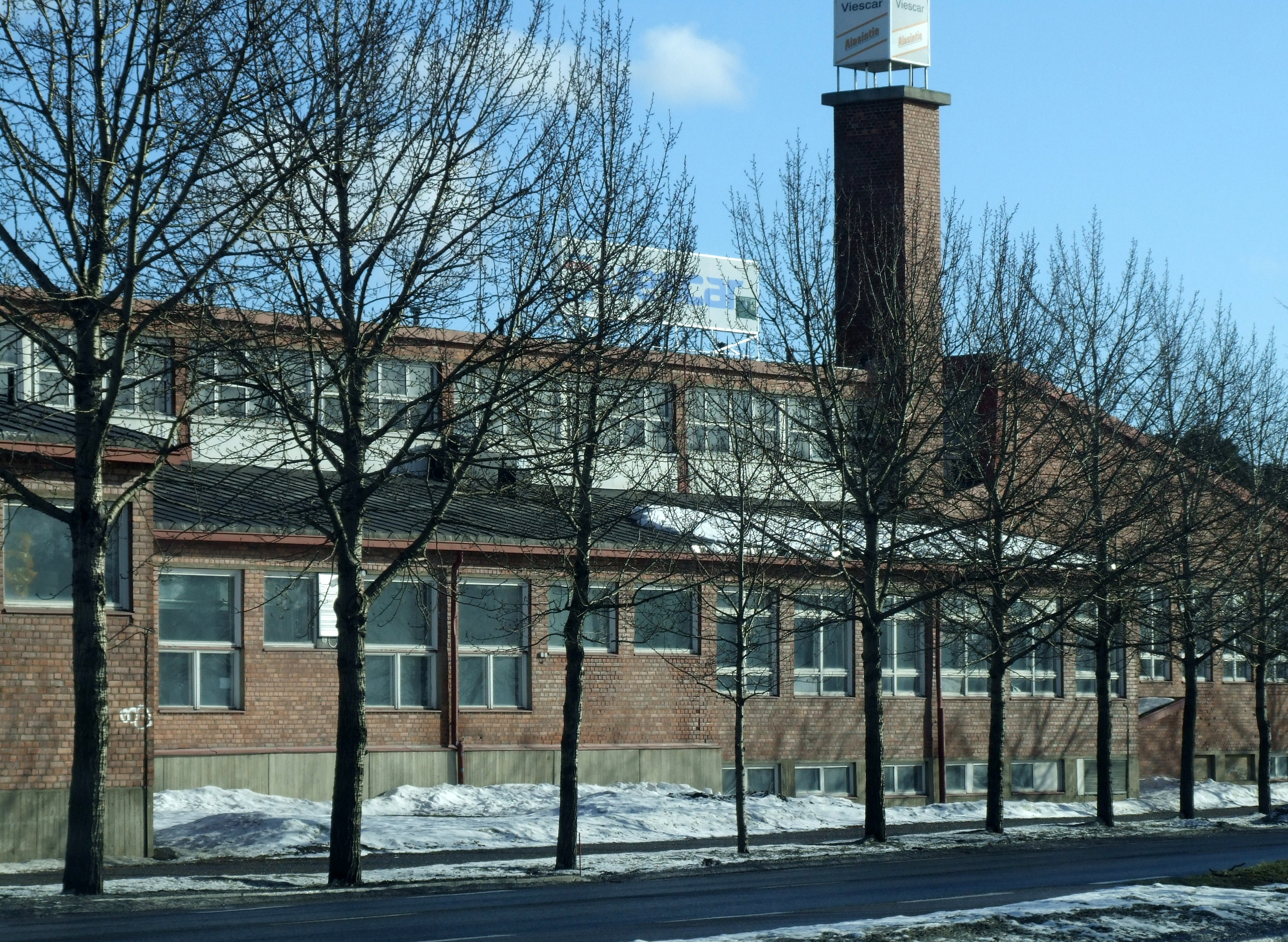
Ancien dépôt postal.
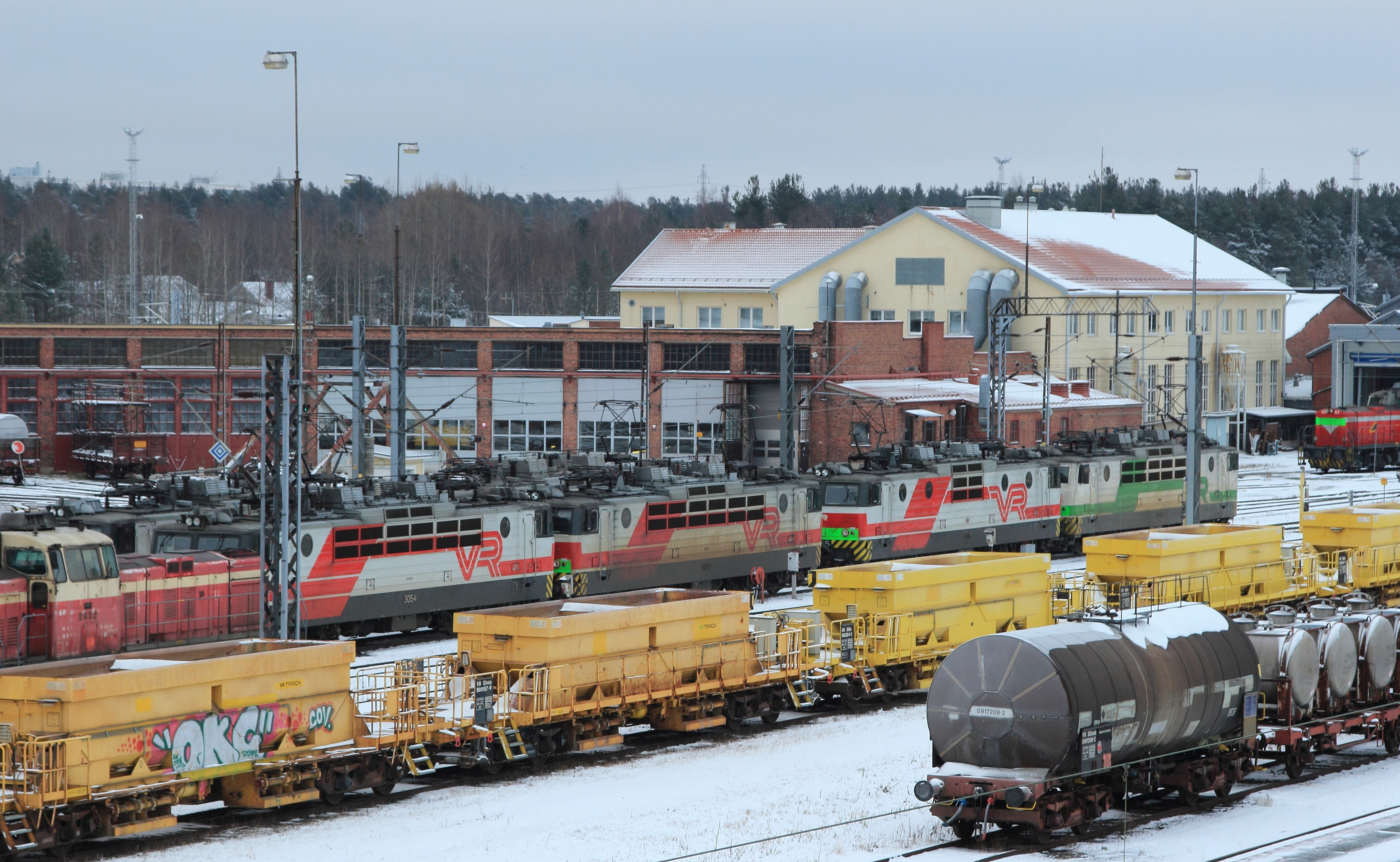
Le depot de marchandises de Limingantulli.
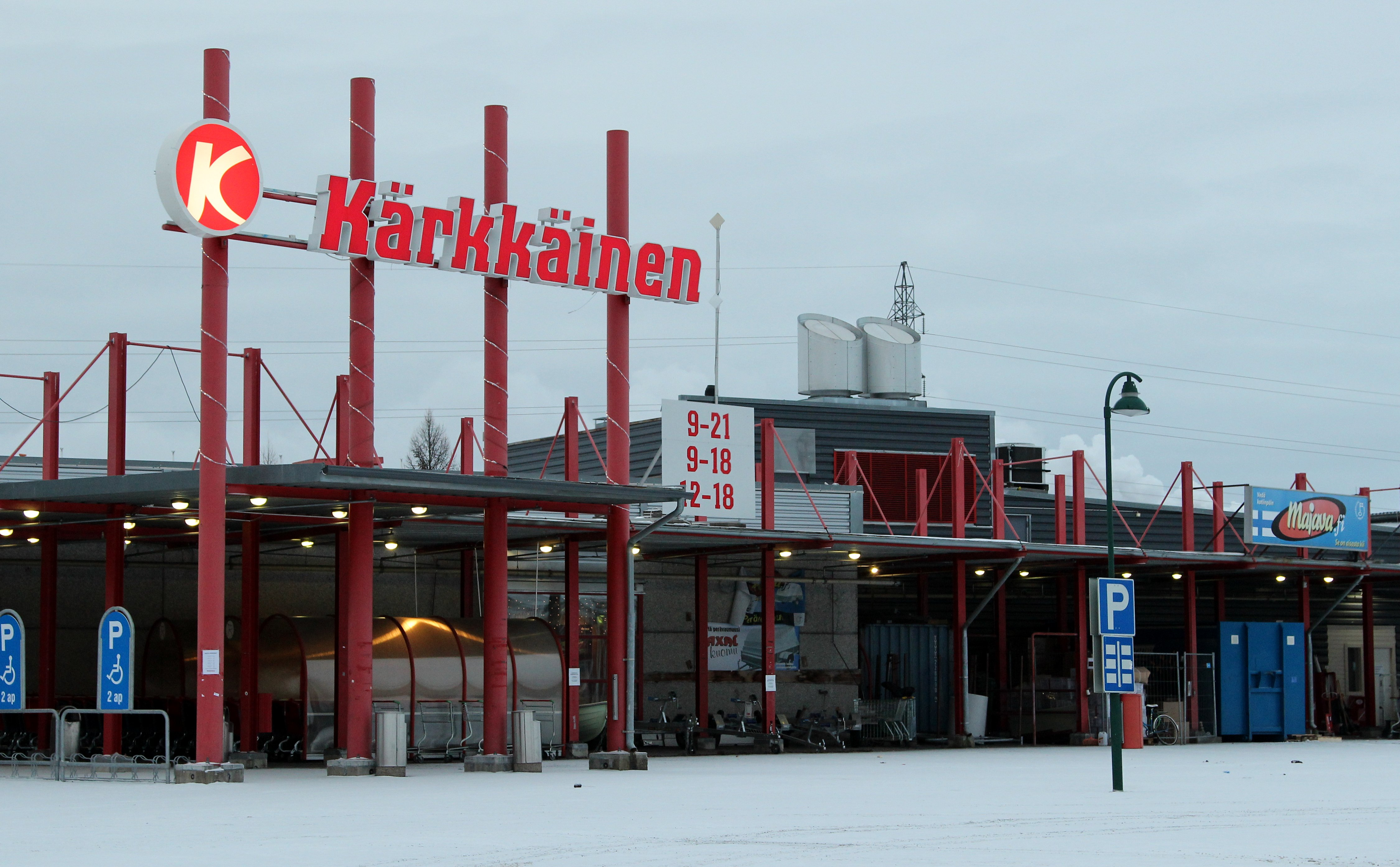
Magasin Kärkkäinen, Alasintie 12